# Mont-Aux-Sources
Mont-Aux-Sources [montósurs], v seshotštině Phofung, je hora o nadmořské výšce 3282 metrů v jižní Africe. Nachází se v severním cípu Dračích hor na hranici mezi Lesothem a Jihoafrickou republikou.
Mont-Aux-Sources (česky "hora pramenů") byl pojmenován francouzskými misionáři, kteří navštívil region okolo hory v roce 1836. Vrcholem hory je plošina v nadmořské výšce 3282 metrů. V masivu hory pramení řeky Tugela, Vaal a Orange. Orange se vlévá do Atlantského oceánu na západním pobřeží jižní Afriky, zatímco Tugela do Indického oceánu na východním pobřeží Jihoafrické republiky. Ve vzdálenosti 7 km od pramene je na řece Tugela 947 metrů vysoká série vodopádů v národním parku Royal Natal. Jedná se o druhý nejdelší vodopád na světě.
Vrcholu lze dosáhnout z Jihoafrické republiky přes Sentinel Car Park poblíž Witsieshoeku jednoduchou turistickou trasou a s několika řetězovými žebříky.